# Dianous
Myśliwiec (Dianous) – jeden z dwóch, obok myśliczka, rodzajów chrząszczy z rodziny kusakowatych i podrodziny myśliczków (Steninae).

## Taksonomia
Rodzaj opisany został w 1819 roku przez Williama Elforda Leacha. Gatunkiem typowym został Stenus coerulescens.

## Opis
Oczy wypukłe, mniejsze niż u rodzaju Stenus, nie zajmujące całego brzegu głowy. Skronie wyraźne, długości połowy średnicy oka. Ostatni segment odwłoka wyposażony w dwie długie, niewiele krótsze od tylnych stóp, szczecinki.

## Biologia i ekologia
Chrząszcze te zasiedlają wilgotne brzegi rzek i strumieni, zwłaszcza górskich.

## Rozprzestrzenienie
Przedstawiciele rodzaju występują w Palearktyce, Nearktyce i krainie orientalnej. W Europie, w tym Polsce występuje tylko D. coerulescens.

## Systematyka
Do rodzaju tego należy ponad 200 opisanych gatunków:

- Dianous acuminifer Puthz, 1984
- Dianous adonis Puthz, 2000
- Dianous aeneus Cameron, 1930
- Dianous aequalis Zheng, 1993
- Dianous aereus Champion, 1919
- Dianous alcyoneus Puthz, 2000
- Dianous alternans Zheng, 1993
- Dianous amamiensis Sawada, 1960
- Dianous amicus Puthz, 1988
- Dianous anatolicus Korge, 1971
- Dianous andrewesi Cameron, 1914
- Dianous angulifer Puthz, 2000
- Dianous annandalei Bernhauer, 1911
- Dianous arachnipes Puthz, 1971
- Dianous araeocerus L. Benick, 1933
- Dianous assamensis Cameron, 1927
- Dianous ater Puthz, 2000
- Dianous atrocoeruleus Puthz, 2000
- Dianous atrocyaneus Puthz, 2000
- Dianous atroviolaceus Puthz, 2000
- Dianous aurichalceus Champion, 1920
- Dianous azureus Champion, 1919
- Dianous baliensis Rougemont, 1984
- Dianous banghaasi Bernhauer, 1916
- Dianous bashanensis Zheng, 1994
- Dianous benicki Puthz, 1981
- Dianous bhotius Rougemont, 1987
- Dianous bhutanensis Rougemont, 1985
- Dianous bioculatus Puthz, 2000
- Dianous bifoveifrons Champion, 1921
- Dianous bimaculatus Cameron, 1927
- Dianous boops Puthz, 1988
- Dianous bracteatus Champion, 1920
- Dianous brevicornis Puthz, 2000
- Dianous brevitarsis Puthz, 1990
- Dianous burckhardti Puthz, 1988
- Dianous caeruleonotatus Champion, 1919
- Dianous calceatus Puthz, 1990
- Dianous camelus Puthz, 1990
- Dianous cameroni Champion, 1919
- Dianous cameronianus Jarrige, 1951
- Dianous carinipennis Bernhauer, 1914
- Dianous cebuensis Puthz, 2000
- Dianous chalybeus LeConte, 1863
- Dianous championi Cameron, 1920
- Dianous chetri Rougemont, 1980
- Dianous chinensis Bernhauer, 1916
- Dianous coeruleomicans Puthz, 1997
- Dianous coeruleotinctus Puthz, 2000
- Dianous coeruleovestitus Puthz, 2000
- Dianous coerulescens Gyllenhal, 1810
- Dianous concretus Puthz, 1988
- Dianous consors Cameron, 1927
- Dianous convexifrons Puthz, 1995
- Dianous corticicola Puthz, 1972
- Dianous cribrarius Champion, 1919
- Dianous cruentatus L. Benick, 1942
- Dianous cupreoaeneus Champion, 1923
- Dianous cupreogutta Puthz, 2000
- Dianous cupreostigma Puthz, 1984
- Dianous cupreoviolaceus Puthz, 1997
- Dianous cyaneocupreus Puthz, 2000
- Dianous cyaneovirens Cameron, 1930
- Dianous cyanogaster Champion, 1919
- Dianous dajak Puthz, 1988
- Dianous davaomontium Puthz, 1974
- Dianous distigma Champion, 1919
- Dianous dubiosus Puthz, 2000
- Dianous electrigutta Puthz, 2000
- Dianous elegans Yablokov-Khnzoryan, 1957
- Dianous elegantulus Zheng, 1993
- Dianous emarginatus Zheng, 1993
- Dianous emeiensis Zheng, 1993
- Dianous fauveli Puthz, 2000
- Dianous femoralis Cameron, 1927
- Dianous festinus Herman, 2001
- Dianous flavicoxatus L. Benick, 1928
- Dianous flavoculatus Puthz, 1997
- Dianous flavoguttatus Puthz, 1980
- Dianous fluctivagus Puthz, 1990
- Dianous frater Cameron, 1927
- Dianous freyi L. Benick, 1940
- Dianous gemmosus Puthz, 2000
- Dianous gonggamontis Puthz, 2000
- Dianous gongen Watanabe, 1984
- Dianous gracilipes Champion, 1921
- Dianous gracilis Puthz, 1978
- Dianous grandistigma Puthz, 2000
- Dianous gregarius Rougemont, 1985
- Dianous hainanensis Puthz, 1997
- Dianous hammondi Rougemont, 1980
- Dianous haraldi Puthz, 2000
- Dianous hirsutus Rougemont, 1983
- Dianous hummeli Bernhauer, 1936
- Dianous hygrobius L. Benick, 1932
- Dianous inaequalis Champion, 1919
- Dianous inconspicuus Rougemont, 1985
- Dianous iridicolor Scheerpeltz, 1976
- Dianous iwakisanus Watanabe, 1984
- Dianous jaechi Puthz, 1994
- Dianous japonicus Sawada, 1960
- Dianous javanicola Puthz, 1997
- Dianous kabakovi Puthz, 1980
- Dianous karen Rougemont, 1981
- Dianous kinabalumontis Puthz, 1973
- Dianous klapperichi L. Benick, 1942
- Dianous lahu Rougemont, 1981
- Dianous lasti Puthz, 1981
- Dianous latitarsis L. Benick, 1942
- Dianous lividus L. Benick, 1929
- Dianous lobatipes Puthz, 2000
- Dianous lobigerus Champion, 1919
- Dianous loebli Rougemont, 1987
- Dianous loeblianus Puthz, 1988
- Dianous luteoguttatus Champion, 1919
- Dianous luteolunatus Puthz, 1980
- Dianous luteostigmaticus Rougemont, 1986
- Dianous malayanus Cameron, 1936
- Dianous margaretae Rougemont, 1985
- Dianous martensi Rougemont, 1983
- Dianous mendax Puthz, 2000
- Dianous meo Rougemont, 1981
- Dianous minor Champion, 1919
- Dianous morimotoi Naomi, 1988
- Dianous moritai Naomi, 1997
- Dianous nagamontium Puthz, 1981
- Dianous naicus Puthz, 1988
- Dianous nepalensis Rougemont, 1985
- Dianous niger Rougemont, 1983
- Dianous nigrocyaneus Puthz, 1997
- Dianous nigrovirens Fauvel, 1895
- Dianous nilgiriensis Puthz, 1995
- Dianous ningxiaensis[5]
- Dianous nitidulus LeConte, 1874
- Dianous zephyrus Casey, 1884
- Dianous nokrekensis Puthz, 1997
- Dianous obliquenotatus Champion, 1921
- Dianous obscuroguttatus Cameron, 1927
- Dianous ocellatus Cameron, 1930
- Dianous ocellifer Puthz, 2000
- Dianous oculatipennis Puthz, 1980
- Dianous pallitarsis L. Benick, 1942
- Dianous philippinus Puthz, 1981
- Dianous ponticus Fagel, 1963
- Dianous psilopterus L. Benick, 1942
- Dianous punctiventris Champion, 1919
- Dianous puthzi Lundgren, 1984
- Dianous pykaranus Cameron, 1934
- Dianous radiatus Champion, 1919
- Dianous reformator Rougemont, 1980
- Dianous robustus Cameron, 1924
- Dianous rougemonti Puthz, 1988
- Dianous rougemontianus Puthz, 2000
- Dianous ruginosus Zheng, 1993
- Dianous rugipennis Puthz, 2000
- Dianous rugosipennis Puthz, 2000
- Dianous saxicola Puthz, 1974
- Dianous scabricollis Champion, 1919
- Dianous schillhammeri Puthz, 1997
- Dianous schoenmanni Puthz, 2000
- Dianous senex Puthz, 2000
- Dianous shan Rougemont, 1981
- Dianous shibatai Sawada, 1960
- Dianous siamensis Rougemont, 1983
- Dianous siberutensis Puthz, 1997
- Dianous sichuanensis Puthz, 1990
- Dianous siwalikensis Cameron, 1927
- Dianous smetanai Puthz, 1988
- Dianous socius Zheng, 1993
- Dianous spiniventris Puthz, 1980
- Dianous srivichaii Rougemont, 1981
- Dianous strabo Puthz, 1995
- Dianous striatellus L. Benick, 1932
- Dianous subtortuosus Champion, 1921
- Dianous subvorticosus Champion, 1919
- Dianous sucinigutta Puthz, 2000
- Dianous suciniguttatus Puthz, 2000
- Dianous sucininotatus Puthz, 2000
- Dianous sulcatipennis Puthz, 1998
- Dianous sulcipennis Puthz, 1995
- Dianous taiwanensis Puthz, 1971
- Dianous tiomanensis Puthz, 1997
- Dianous tonkinensis Puthz, 1968
- Dianous tortuosus Champion, 1919
- Dianous tortus Cameron, 1927
- Dianous tumidifrons Puthz, 1995
- Dianous uncinipenis Puthz, 1995
- Dianous uniformis Zheng, 1993
- Dianous variegatus Puthz, 2000
- Dianous versicolor Cameron, 1914
- Dianous verticosus Eppelsheim, 1895
- Dianous vietnamensis Puthz, 1980
- Dianous violaceus Puthz, 1997
- Dianous viridicatus Naomi, 1997
- Dianous viridicupreus Rougemont, 1985
- Dianous viridipennis Cameron, 1927
- Dianous viriditinctus Champion, 1920
- Dianous wittmeri Rougemont, 1985
- Dianous yao Rougemont, 1981
- Dianous yangae Puthz, 2000
- Dianous yinziweii[5]
- Dianous yoshidai Naomi, 1988
- Dianous yunnanensis Puthz, 1980
- Dianous zhejiangensis Shi et Zhou, 2009[6]